# Norlina
Norlina – miasto w Stanach Zjednoczonych, w stanie Karolina Północna, w hrabstwie Warren.